# الوارو بارئال
الوارو بارئال (اسپانیایی: Álvaro Barreal‎؛ زادهٔ ۱۷ اوت ۲۰۰۰) بازیکن فوتبال اهل آرژانتین است.

## باشگاهی
از باشگاه‌هایی که در آن بازی کرده‌است می‌توان به باشگاه فوتبال ولز سارسفیلد اشاره کرد.

## تیم ملی
وی همچنین در تیم ملی فوتبال زیر ۲۰ سال آرژانتین بازی کرده‌است.